# انور مالک
انور مالک با نام واقعی نوار عبدالمالک (به عربی: أنور مالک)؛ (زاده ۱۸ ژوئیه ۱۹۷۲ در شهر الشریعه در ایالت تبسه الجزایر) می‌باشد. وی سابقاً افسر ارتش بود و اکنون نویسنده و روزنامه‌نگار است. انور مالک هم‌اکنون رئیس دیدبان بین‌المللی برای مستند کردن و پیگیری جنایت‌های ایران می‌باشد.
وی در سمت دبیرکل سازمان «هیومان رستارت»(Human Restart Organisation) در اتحادیه اروپا می‌باشد.

## زندگی سیاسی
انور مالک بعد از زندان و شکنجه در الجزایر در سال ۲۰۰۶ به خارج فرار کرد و در فرانسه پناهندگی سیاسی دریافت کرد. داستان زندانی شدن و شکنجه وی از معروفترین پرونده‌های حقوقی در الجزایر می‌باشد.
او بخاطر مواضع صریح خود علیه دولت الجزایر و کشورهای عربی از طریق درج مقاله‌های مختلف در روزنامه‌ها و نشریات و سایتهای معروف اینترنتی شناخته شده‌است. او در برنامه‌های مختلف تلویزیون‌های ماهواره‌ای شرکت کرده که معروفترین آن‌ها شرکت در برنامه اتجاه معاکس الجزیره می‌باشد. وی در یک مناظره با جهید یونسی کاندیدای ریاست جمهوری الجزایر در سال ۲۰۰۹ که در آن بوتفلیقه پیروز شد شرکت کرد. وی همچنین با فؤاد علام رئیس دستگاه امنیتی سابق مصر و یکی از برجسته‌ترین شخصیت‌هایی که با اخوان المسلمین در مصر مبارزه کرد در رابطه با موضوع شکنجه در زندان‌های کشورهای عربی به مناظره برخاست.

### به جریان انداختن پرونده شکنجه
انور مالک پرونده ابوجره سلطانی یکی از وزرای دولت الجزایر که رهبر اخوان المسلمین در الجزایر بود را در سوئیس پیگیری و به جریان انداخت. این پرونده اولین پرونده شکنجه‌ای می‌باشد که علیه یک مسئول الجزایری در دادگاهی در خارج پذیرفته شد. این پرونده به‌خصوص بعد از فرار وزیر مربوطه از مرزهای زمینی به فرانسه در ۱۸ اکتبر ۲۰۰۹ باعث ایجاد سر و صدای بسیاری گردید.

## هیئت ناظر در سوریه
انور مالک در اواخر سال ۲۰۱۱ عضو هیئت ناظرین اتحادیه عرب برای سوریه شد؛ ولی سپس از آن استعفا کرد و در مورد سرکوب رژیم بشار اسد علیه اعتراض کنندگان شهادت داد. این موضوع سر و صدای فراوانی در سطح جهانی برانگیخت به‌طوری که خبر استعفا و اعتراض وی در مورد کشتار افراد غیرنظامی در راس اخبار تلویزیون‌ها و مطبوعات و خبرگزاری‌های بین‌المللی قرار گرفت.
تحلیلگران استعفای انور مالک را خطرناک‌ترین ضربه به رژیم بشار اسد به حساب آوردند. در اثر این استعفا هیئت ناظران عرب کار خود را خاتمه داد و پرونده به شورای امنیت احاله داده شد. انور مالک در معرض فشارها و تهدیدات زیادی از طرف اداره اطلاعات سوریه و وسایل ارتباط جمعی سوریه و نیز طرفداران رژیم اسد در لبنان به‌خصوص حزب‌الله قرار گرفت. در آوریل ۲۰۱۲ در تولوز فرانسه به وی تهاجم شد که در ۲۵ آوریل به پلیس فرانسه و نیز به قضائیه سوئیس شکایت کرد و اداره اطلاعات سوریه را متهم به ترتیب دادن این تعرض نمود.

## سخنرانی در گردهمایی سالانه اپوزیسیون ایران
انور مالک یکی از شخصیت‌هایی بود که در گردهمایی مقاومت ایران در ۱ ژوئیه ۲۰۱۷ شرکت داشت و در آن سخنرانی کرد. وی در این سخنرانی گفت: «از طرف خلق‌های عرب دوستدار آزادی و مبارزه با استبداد و فاشیسم مذهبی. از طرف خلق‌های سرکوب شده توسط رژیم ولایت فقیه در سوریه اشغال شده که به اذن خدا آزاد می‌شود، و خلق‌های عراق، لبنان و یمن.
به شرکت کنندگان گرامی خوش آمد می‌گوئیم
ما ایمان کامل داریم که جنگ، خونریزی، کشتار و فرقه گرایی که جهان اسلام را هدف قرار داده ناشی از تهران و از رژیم ولایت فقیه است، لذا پیروزی مقاومت ایران پیروزی عدالت و پیروزی کسانی است که به دست تروریسم سپاه پاسداران و وابستگان آن سرکوب می‌شوند. ما همیشه در کنار مقاومت ایران هستیم به آن یاری می‌رسانیم و از ان حمایت می‌کنیم تا تهران از شر این رژیم فاشیستی و نژادپرستی که همه مردم ایران و مردم دیگر کشورها را هدف قرار داده، آزاد شوند.»

## برخی مواضع
انور مالک در یک مصاحبه با سیمای آزادی تلویزیون مقاومت ایران در ۲۲ مارس ۲۰۱۷ در مورد مسائل سیاسی مرتبط با حکومت ایران صحبت کرد و نقش ایران در تخریب منطقه را توضیح داد و راه‌های مقابله با پروژه حکومت ایران در نابودی دنیای عرب و اسلام و غرب را تشریح کرد.
انور مالک سه شنبه شب ۷ فوریه ۲۰۱۷ در برنامه اتجاه معاکس الجزیره که مجری الجزیره فیصل القاسم برگزار کرد شرکت داشت. این برنامه در مورد روابط ایران و آمریکا در زمان رئیس‌جمهور جدید آمریکا دونالد ترامپ بود. دراین برنامه انور مالک ایران را دولت سردمدار تروریسم معرفی کرد که برای اولین بار وزیر خارجه اسبق آمریکا در زمان جیمی کارتر آن را عنوان کرد.

## آثار
- کتاب طوفان فساد و پیشروی بن لادن در الجزایر
- اطلاعات مراکش و جنگ‌های سری آن در الجزایر
- رازهای تشیع و تروریسم در الجزایر
- انقلاب مردم: رازهای هیئت اتحادیه عرب در سوریه
- انقلاب سوریه، قتل‌عام حزب‌الله
- رژیم سوریه و جنایت مستمر
- فکاهیات جنگ![۸]